# Le Radin de la méduse
 (janvier 2022).
Si vous disposez d'ouvrages ou d'articles de référence ou si vous connaissez des sites web de qualité traitant du thème abordé ici, merci de compléter l'article en donnant les références utiles à sa vérifiabilité et en les liant à la section « Notes et références ».
Le Radin de la méduse (I Never Met the Dead Man en version originale) est le deuxième épisode de la première saison des Griffins. Cet épisode a été diffusé pour la première fois le 11 avril 1999 sur le réseau Fox aux États-Unis et le 16 juillet 2000 sur Canal+ en France.

## Résumé
Meg doit prendre des cours de conduite et subit l'aide de son père. Mais Peter ne donne pas le bon exemple et Meg échoue à l'examen. Au retour, Peter détruit la parabole de réception satellite de la ville et pousse Meg à endosser la responsabilité en échange de la promesse de l'achat d'une voiture neuve. Mais Peter développe des symptômes de manque télévisuel et Meg, honteuse, finit par cracher le morceau en public. Pour se désintoxiquer de la télé, Peter entraîne sa famille en villégiature. Une semaine après, la réception télé est réparée et la famille en prend prétexte pour échapper à une nouvelle expédition épuisante. Déçu, Peter se contente de passer la journée au parc d'attractions en compagnie de William Shatner mais Meg renverse les deux hommes lors de son cours de conduite suivant avec sa mère, envoyant Shatner à la morgue et son père à l'hôpital où il succombe à nouveau aux charmes décérébrants de la télé.